# В лесной чаще
«В лесной чаще» — советский рисованный мультфильм, созданный в 1954 году режиссёром-мультипликатором Александром Ивановым.

## Сюжет
Мультфильм о барсучонке, который не хотел учиться добывать себе еду и рыть норы. А однажды, когда он сказал отцу, что у него болит спина, а сам заигрался и заблудился, он понял как много нужно уметь, чтобы выжить.

## Создатели мультфильма
| сценарий                  | Георгий Скребицкий, Вера Чаплина |
| режиссёр-постановщик      | Александр Иванов |
| режиссёр                  | Лев Позднеев |
| художники-постановщики    | Игорь Знаменский, Валентин Лалаянц |
| композитор                | Николай Пейко |
| оператор                  | Николай Воинов |
| звукооператор             | Николай Прилуцкий |
| технический ассистент     | Ф. Гольдштейн |
| монтажница                | Валентина Иванова |
| художники-мультипликаторы | Фаина Епифанова, Елизавета Комова, Лидия Резцова, Татьяна Фёдорова, Дмитрий Белов, Григорий Козлов, Виктор Лихачёв, Игорь Подгорский, Владимир Пекарь |
| художники-декораторы      | Дмитрий Анпилов, Вера Роджеро, Вера Валерианова |

### Роли озвучивали
| Актёр              | Роль             |
| ------------------ | ---------------- |
| Юлия Юльская       | Заяц             |
| Мария Виноградова  | Барсучонок       |
| Владимир Ратомский | Барсук           |
| Юрий Хржановский   | Филин, медвежата |
| Татьяна Барышева   | Барсучиха        |
| Агарь Власова      | Медведица        |

- Актёры, озвучившие фильм, не указаны в титрах, но перечислены вместе со съёмочной группой в Приложении на странице 243[1] книги Фильмы-сказки: сценарии рисованных фильмов (1954).[2]

## Награды
- 1954 — Премия за лучший детский мультипликационный фильм на VIII Международном Кинофестивале в Карловых Варах.[3]

## Переозвучка
- Переозвучивание 2001 года: Татьяна Канаева, Юльен Балмусов, Ирина Маликова, Александр Котов, Виталий Ованесов, Борис Токарев, Жанна Балашова
- Звукооператор новой версии: А. Понявин
- В 2001 году мультфильм был отреставрирован и заново переозвучен компаниями ООО «Студия АС» и ООО «Детский сеанс 1». В новой версии была полностью заменена фонограмма, к переозвучиванию привлечены современные актёры, в титрах заменены данные о звукорежиссёре и актёрах озвучивания. Переозвучка была крайне негативно воспринята как большинством телезрителей[4][5], так и членами профессионального сообщества[6][7]. Качество реставрации также иногда подвергается критике.

## Видеоиздания
Мультфильм неоднократно переиздавался на VHS и DVD в сборниках мультфильмов:
- Сборник мультфильмов кинообъединения «Крупный план», «Союзмультфильм», начало 1990-х, VHS
- «Лучшие советские мультфильмы», Studio PRO Video, 1990-е, VHS
- «Лесные сказки». Часть 3, «Союзмультфильм», DVD.[8]